# Норби
Норби — вымышленный робот, созданный Джанет Азимовой и Айзеком Азимовым. Он играет главную роль в серии детских научно-фантастических книг «Хроники Норби». Его первое появление было в книге 1983 года «Норби — необыкновенный робот», а всего он появился в 11 романах серии «Норби». По словам Айзека Азимова, хотя Джанет Азимова и выполнила 90 % работы, «его имя поставили в книгу для улучшения продаж и [он] просмотрел рукопись и немного отредактировал её».

## Романы из серии«Норби»
1. Норби — необыкновенный робот (1983)
2. Норби, маг и волшебник (1984)
3. Норби и пропавшая принцесса (1985)
4. Норби и захватчики (1985)
5. Норби и ожерелье королевы (1986)
6. Норби ищет злодея (1987)
7. Норби спускается на Землю (1989)
8. Норби и великое приключение адмирала Йоно (1989)
9. Норби и старейшая драконица (1990)
10. Норби и придворный шут (1991)
11. Норби и испуганное такси (1997) (написана в одиночку Джанет Азимовой после смерти её мужа)

### Издания
В США романы «Норби» были объединены в сборники (каждый с новым изображением на обложке и названием) издательством Ace Books:
- The Norby Chronicles (в него вошли 'Norby, the Mixed-Up Robot', and 'Norby’s Other Secret').
- Norby: Robot for Hire (в него вошли 'Norby and the Lost Princess', and 'Norby and the Invaders').
- Norby Through Time and Space (в него вошли 'Norby and the Queen’s Necklace', and 'Norby Finds a Villain').

## Происхождение, внешний вид и способности
Изначально Норби был роботом по имени Искатель, созданным Первым Ментором на планете Джемия. Когда Менторы оказались под угрозой деактивации из-за исчерпания энергии, на поиски обещанного корабля-заправщика, посланного Другими, создателями Менторов, был отправлен Искатель. Маленькому роботу удалось обнаружить корабль, но прежде чем он смог отправить его обратно на Джемию, тот разбился в поясе астероидов Земли. В результате аварии Искатель также оказался парализован, пока корабль не был обнаружен много лет спустя космолётчиком и изобретателем Моисеем «Мак» Гилликадди. МакГилликадди сам создавал роботов, хотя их внешний вид был более грубым, чем у Первого Ментора. Так, сломанный робот-помощник Мака Гилликади был создан на основе старой бочки, в которой первоначально хранились гвозди Норба, что впоследствии стало основой для имени Норби. МакГилликадди использовал детали Искателя для ремонта своего поврежденного робота. В конце концов Норби попал в магазин подержанных роботов, где его продали Джефферсону Уэллсу, космическому курсанту, который искал робота для обучения.
Тело Норби отражает его внешнее происхождение в виде бочки, а его руки выдвигаются и имеют двусторонние ладони и два больших пальца. Его голова круглая с четырьмя глазами, по два с каждой стороны, а сверху — купол, который он может втягивать в бочку. Его ноги также выдвигаются/втягиваются. У Норби теноровый голос, но он может общаться посредством телепатии через прикосновения.
Норби оснащен миниатюрным антигравитационным устройством, позволяющим ему летать. Он также обладает способностью перемещаться в гиперпространстве, хотя его навигационные способности иногда ненадежны. Он также способен путешествовать во времени через гиперпространство. Многочисленные возможности Норби делают его объектом внимания для ученых, армии и нелегальной Гильдии Изобретателей, которые хотят разобрать и изучить его.

## Героические подвиги
В первой книге «Норби — необыкновенный робот» Норби и его хозяин Джефферсон Уэллс мешают злодею Ингу Неблагодарному захватить Солнечную систему.
Во второй книге, «Норби, маг и волшебник», Норби и Джефф отправляются на планету Джемия, чтобы помочь создателю Норби, Первому Ментору. По пути они узнают о Других, расе, которая с помощью биоинженерии создала разумных джеминских драконов.
Третья книга, «Норби и пропавшая принцесса», знакомит с планетой Изз и её переселенцами-людьми. Пока главные герои готовятся к конкурсу певцов, они отправляются на Изз, где узнают, что принцесса Ринда улетела на единственном иззианском гиперпространственном корабле на планету Мелодия. Норби, Джефф, Фарго, Йоно и Олбани отправляются на планету с миссией спасения, но оказываются в плену у местных насекомых.
В четвёртой книге «Норби и захватчики» Норби и Джефф сражаются с расой шарообразных инопланетян по прозвищу Захватчики. В самом начале романа захватчики похищают Великую Драконицу и помещают её в подводный зоопарк на своей планете. Разумная лиана по имени Дукоза пытается помешать спасательной операции Джеффа и Норби, но в итоге они освобождают Великую Драконицу и оставляют Дукозу на планете Мелодия.
Пятая книга «Норби и ожерелье королевы» отправляет Норби и Джеффа во времена Французской революции с помощью ожерелья королевы — устройства для перемещения во времени, которое также вовлекает Марию Антуанетту в скандал. Сбежав из Бастилии, Норби и Джефф отправляются с французом по имени Марсель в путешествие во времени, пытаясь найти происхождение устройства. В этой книге Джефф встречает расу Других.
В шестой книге «Норби ищет злодея» появляется персонаж клоуна Фризи, альтер эго Инга. В этой книге Инг/Фризи похищает Перу на своём шоу и пытается использовать её для создания гиперпространственной бомбы, которая оставит его единственным существом во вселенной. Вместо этого он открывает портал в альтернативную вселенную, где правит Секта Хозяев, и случайно приводит их в Солнечную систему, где они завоёвывают Землю.
В седьмой книге «Норби спускается на Землю» Норби узнает о своем происхождении, а также о судьбе космонавта МакГилликадди, который пересобрал его.
В восьмой книге, «Норби и великое приключение адмирала Йоно», Норби и Джефф оказываются в древней Африке вместе с адмиралом Йоно.
Действие девятой книги, «Норби и старейшая драконица», происходит почти полностью на планете Джемия, которой угрожает нападение разумного облака. Старейшая Драконица в названии книги — мать Великой Драконицы (нынешней правительницы Джемии).
Действие десятой книги, «Норби и придворный шут», снова происходит на планете Изз, и в ней в третий раз появляется злодей Инг/Фризи.
Последняя книга серии, «Норби и испуганное такси», посвящена Лиззи, разумному такси, впервые появившемуся в книге «Норби спускается на Землю». Герои должны найти и остановить Гарка Великого, который хочет изменить историю.

## Персонажи
- Джефферсон «Джефф» Уэллс
- Фарли Гордон «Фарго» Уэллс
- Адмирал Борис Йоно
- Олбани Джонс
- Заргл
- Первый Ментор
- Рембрандт
- Ринда
- Пера
- Великая Драконица
- Лиззи
- Оола
- Инг/Фризи

## Комиксы
«Хроники Норби» были выпущены в виде комиксов для американского скаутского журнала Boys' Life в 1990-х годах. Комиксы были адаптированы из первой и второй книг серии. Первая часть — «Norby, the Mixed-Up Robot» — состояла из 18 глав, выпускаемых с января 1990 года по июль 1991 года. Вторая часть «'Norby’s Other Secret'» выходила с января 1993 года по декабрь 1995 года и состояла из 32 глав. Первая глава каждой части занимала две полные страницы, а последующие — одну страницу.